# Canton de Saint-Martin-de-Valamas
Le canton de Saint-Martin-de-Valamas est une ancienne division administrative française située dans le département de l'Ardèche et la région Rhône-Alpes.

## Géographie
Ce canton était organisé autour de Saint-Martin-de-Valamas son chef-lieu, dans l'arrondissement de Tournon-sur-Rhône. Son altitude variait de 470 mètres à Saint-Jean-Roure à 1 747 mètres à Borée pour une altitude moyenne de 843 mètres.

## Représentation

### Conseillers généraux de 1833 à 2015
| Période           | Période                | Identité                       | Étiquette            | Qualité |
| ----------------- | ---------------------- | ------------------------------ | -------------------- | --- |
| 1833              | 1842                   | Jean-Pierre Abrial (1791-1857) |                      | Juge de Paix à Saint-Martin-de-Valamas                                                                         |
| 1842              | 1848                   | Just Sanial-Chaillans          |                      | Adjoint au maire de Saint-Martin-de-Valamas                                                                    |
| 1848              | 1857 (décès)           | Jean-Pierre Abrial d'Issas     |                      | Juge de Paix, propriétaire à Saint-Martin-de-Valamas                                                           |
| 1857              | 1874 (démission)       | Joseph Louis Victorin Abrial   |                      | Juge de paix du canton de Saint-Martin-de-Valamas                                                              |
| 1874              | 1895                   | Ernest Morin-Latour            | Républicain (Droite) | Propriétaire-rentier Maire de Saint-Martin-de-Valamas Député (1885 et 1889-1890)                               |
| 1895              | 1901                   | Célestin Rochette              | Droite               | Maire de Saint-Martin-de-Valamas                                                                               |
| 1901              | 1931                   | Hyacinthe de Gailhard-Bancel   | Libéral URD          | Avocat Député (1899-1910 et 1912-1924)                                                                         |
| 1931              | 4 juillet 1938 (décès) | Paul Camus                     | URD                  | Propriétaire Maire de Saint-Martial                                                                            |
| 25 septembre 1938 | 1940                   | Clément Ribes                  | Républicain modéré   | Négociant Maire de Saint-Martin-de-Valamas Nommé conseiller départemental en 1942                              |
|                   |                        |                                |                      | |
| 1945              | 1949                   | René Figuel                    | DVD                  | Docteur en médecine à Saint-Martin-de-Valamas                                                                  |
| 1949              | 1973                   | Prosper Mounier                | PPUS puis DVD        | Agriculteur Maire de Saint-Julien-Boutières puis Maire d'Intres Suppléant du député André Chareyre (1958-1962) |
| 1973              | 1992                   | Jean Debard                    | RI puis UDF-PR       | Commerçant Maire de Saint-Martin-de-Valamas (1952-1977) Ancien député suppléant de Pierre Cornet               |
| 1992              | 1998                   | Bernard Cuoq                   | DVD                  | Agriculteur Maire de Saint-Clément                                                                             |
| 1998              | 2010 (décès)           | Roland Veuillens               | DVG                  | Agent général d'assurances Maire de Saint-Martin-de-Valamas de 1995 à 2008                                     |
| 2011              | 2015                   | Michel Chantre                 | DVG                  | Ingénieur TPE en retraite Maire de Saint-Jean-Roure depuis 2008 Président de la CC des Boutières               |

### Conseillers d'arrondissement (de 1833 à 1940)
| Période                                  | Période | Identité                                | Étiquette | Qualité |
| ---------------------------------------- | ------- | --------------------------------------- | --------- | --- |
| 1833                                     | 1839    | M. Gleyzon                              |           | Avocat à Saint-Martin-de-Valamas                                                                            |
| 1839                                     | 1845    | Jean François Henri Emile Faure du Pont |           | Négociant, maire de Chanéac                                                                                 |
| 1845                                     | 1848    | Victor Rochette                         |           | Expert, propriétaire à Borée                                                                                |
|                                          |         |                                         |           | |
| 1910                                     | 1919    | Benoit-Célestin Rochette                |           | Maire de Saint-Martin-de-Valamas                                                                            |
| 1919                                     | 1934    | M. Faure                                | Droite    | |
| 1934                                     | 1940    | Marcel Chareyre                         | Droite    | Maire de Lachapelle-sous-Chanéac                                                                            |
| 1940                                     |         |                                         |           | Les conseils d'arrondissement ont été suspendus par la loi du 12 octobre 1940 et n'ont jamais été réactivés |
| Les données manquantes sont à compléter. |         |                                         |           | |

## Composition
Le canton de Saint-Martin-de-Valamas regroupait onze communes. 

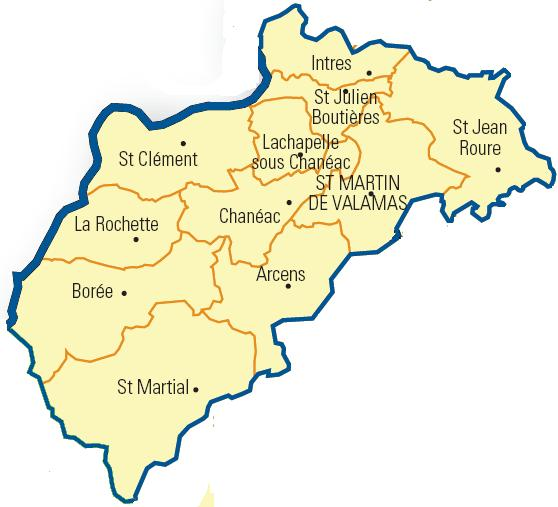
Carte du canton

| Nom                                 | Code Insee | Intercommunalité      | Superficie (km2) | Population (dernière pop. légale) | Densité (hab./km2) |
| ----------------------------------- | ---------- | --------------------- | ---------------- | --------------------------------- | ------------------ |
| Saint-Martin-de-Valamas (chef-lieu) | 07269      | CC Val'Eyrieux        | 19,98            | 1 151 (2014)                      | 58                 |
| Arcens                              | 07012      | CC Val'Eyrieux        | 18,55            | 353 (2014)                        | 19                 |
| Borée                               | 07037      | CC Montagne d'Ardèche | 27,67            | 164 (2014)                        | 5,9                |
| Chanéac                             | 07054      | CC Val'Eyrieux        | 15,73            | 262 (2014)                        | 17                 |
| Intres                              | 07103      | CC Val'Eyrieux        | 10,05            | 156 (2014)                        | 16                 |
| Lachapelle-sous-Chanéac             | 07123      | CC Val'Eyrieux        | 8,94             | 177 (2014)                        | 20                 |
| La Rochette                         | 07195      | CC Montagne d'Ardèche | 13,86            | 58 (2014)                         | 4,2                |
| Saint-Clément                       | 07226      | CC Val'Eyrieux        | 19,55            | 88 (2014)                         | 4,5                |
| Saint-Jean-Roure                    | 07248      | CC Val'Eyrieux        | 23,99            | 280 (2014)                        | 12                 |
| Saint-Julien-Boutières              | 07252      | CC Val'Eyrieux        | 11,12            | 194 (2014)                        | 17                 |
| Saint-Martial                       | 07267      | CC Montagne d'Ardèche | 36,18            | 239 (2014)                        | 6,6                |

## Démographie
| 1962  | 1968  | 1975  | 1982  | 1990  | 1999  | 2006  | 2011  | 2012  |
| ----- | ----- | ----- | ----- | ----- | ----- | ----- | ----- | ----- |
| 5 762 | 4 936 | 4 390 | 3 914 | 3 465 | 3 304 | 3 349 | 3 240 | 3 189 |